# Bionectria ochroleuca
Bionectria ochroleuca är en svampart som först beskrevs av Ludwig David von Schweinitz, och fick sitt nu gällande namn av Schroers & Samuels 1997. Bionectria ochroleuca ingår i släktet Bionectria och familjen Bionectriaceae.   Inga underarter finns listade i Catalogue of Life.